# 薩利爾人
薩利爾人（英語：Sarir，或作Serir）是中世紀時期位於北高加索達吉斯坦地區的基督教國家，大約從西元5世紀存續至12世紀，其名稱來自阿拉伯語的「寶座」（throne），意指其王權的象徵為一金色寶座。

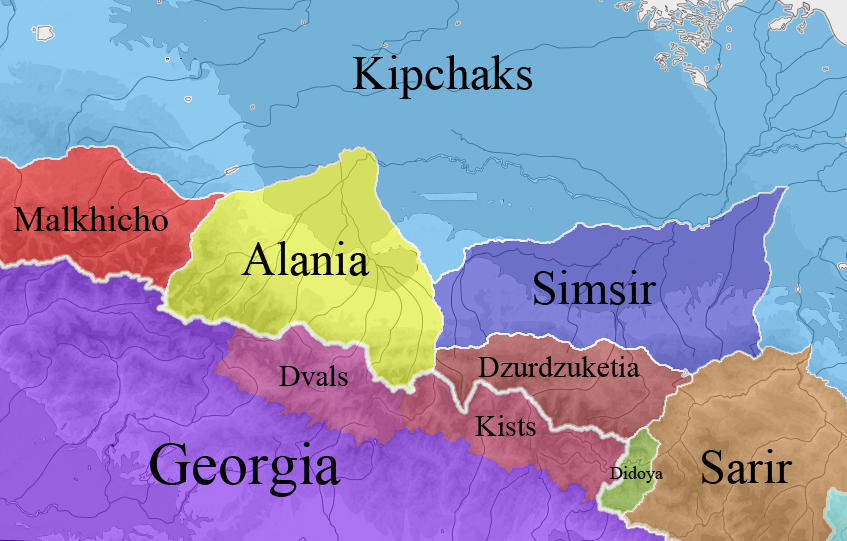
1124年的高加索地圖，薩利爾人（Sarir）為右下角褐色之國家，此時已趨於衰亡。

## 起源
關於薩利爾人的記載始於西元5世紀，在高加索阿瓦爾人的傳說中，薩利爾人起源於一位波斯薩珊王朝的波斯，他被派遣來征服此地，卻與他的部眾留了下來，建立了薩利爾人的國家。這個傳說有幾分可信度，薩利爾人君王的名稱多半具有波斯語或敘利亞語的詞源。
薩利爾人的北面是強大的哈札爾汗國，西面有杜爾朱克人（現今車臣人的一支，稱納赫人），南面是喬治亞諸王國與穆斯林統治的捷爾賓特埃米爾；由於薩利爾人信仰基督教，阿拉伯史料中大多將其視為拜占庭帝國的附庸。其首都為胡姆拉伊（Humraj），可能是現在的小村鎮洪札赫，這個城鎮也是為高加索阿瓦爾人的文化古城。

## 歷史
在7世紀至8世紀的阿拉伯－哈札爾戰爭中，薩利爾人與哈札爾汗國結為同盟；但在馬爾萬二世擊退哈札爾汗國後，薩利爾人也被迫臣服於哈里發，必須向其納貢。但當阿拔斯王朝在9世紀出現衰退時，薩利爾人再度起而反抗阿拉伯人，包括捷爾賓特埃米爾、希爾凡沙阿等，一度支配了捷爾賓特。至於過去的盟友哈札爾汗國因基輔羅斯與佩切涅格人的攻擊而衰弱，此時也遭到薩利爾人的入侵，新興的阿蘭王國則成了薩利爾人的新盟友，這兩國皆為基督教國家，因而結盟共抗穆斯林與信奉猶太教的哈札爾汗國。
由於薩利爾人等基督教國家的擴張，南高加索的穆斯林國家放下歧見一致對外，使薩利爾人無法繼續擴大戰果，在經濟與軍事的雙重壓力下，薩利爾人的國家在12世紀初解體，往後數個世紀繼續受到穆斯林的統治。在蒙古人退去後，皈依伊斯蘭的阿瓦爾人建立了阿瓦爾汗國，成為這塊土地的新統治者，薩利爾人則融入其中，此後不復存在。

### 有紀錄可循之統治者
| 君王            | 原名         | 統治時間      |
| --------------- | ------------ | ------------- |
| 阿布希斯羅      | Abukhisro    | 約740年前後   |
| 阿瓦茲          | Avaz         | 約於9世紀後半 |
| 布赫特·伊朔一世 | Buht Isho I  | 約905年前後   |
| 菲蘭·沙         | Philan Shah  | 940−950       |
| 布赫特·伊朔二世 | Buht Isho II | 1025−1026     |
| 菲魯札          | Firudzha     | 不詳          |
| 托庫            | Tokku        | 1065          |